# Agrostis mertensii
{{#ifeq:0|0|{{#if:|{{#if:Agrostismertensii|[[]}}|}}}}
Agrostis mertensii — багаторічна трав'яниста рослина родини тонконогові (Poaceae). Ця альпійська й бореально-арктична рослина поширена на півночі Північної Америки, північному сході Європи, північному сході Азії й у горах Південної Америки.

## Історія
Цей вид, зібраний під час експедиції (1826–1829) Літке (нім. Friedrich von Lütke), де ботаніком і лікарем був Карл Генріх Мертенс (нім. Karl Heinrich Mertens), на честь якого названо рослину. У 1836 році описаний як підвид Agrostis canina subsp. mertensii Карлом Бернхардом Триніусом (нім. Carl Bernhard Trinius). Карл Ернст Отто Кунце розпізнав рослину як повноцінний вид у 1898 р.

## Опис
Багаторічна трава; утворює пучки. Лише волокнисті корені присутні. Горизонтальні або підземні пагони відсутні. Стебла прямі або висхідні, довжиною 20–60 см. Бокові гілки відсутні. Листові піхви голі. Лігули довжиною 1–2 мм. Листові пластини плоскі або скручені, довжиною 5–10(12) см, 0.5–3 мм завширшки, обидві поверхні голі.
Суцвіття відкриті, пірамідальні, завдовжки 5–15 см. Первинні гілочки суцвіття розлогі, довжиною 1–4 см. Вісь і гілочки суцвіття гладкі або шершаві. Колоски поодинокі. Родючі колоси з квітоніжками. Родючі колоски містять 1 родючу квіточку. Колоски еліптичні, стиснуті з боків, 2.5–3 мм завдовжки, розпадаються при зрілості. Колоскові луски стійкі, подібні, блискучі, перевершують верхівки квіточок, міцніші, ніж родючі леми. Нижня колоскова луска ланцетна, 2.5–3 мм довжиною, 1-кілева, 1-жильна, верхівка гостра. Верхня колоскова луска такої ж довжини та інших характеристик. Родюча лема (нижня квіткова луска) еліптична, довжиною 2–2.5 мм, гіалінова, без кіля, 5-жильна. Верхня квіткова луска відсутня або крихітна. Пиляків 3; завдовжки 0.75–1.5 мм. Плід (зернівка) — однонасінний, безчерешковий, сухий, 1.3–1.7 мм довжиною, не розщеплюється, коли стиглий.

## Поширення
Північна Америка: Ґренландія, Канада, США; Європа: Фінляндія, Норвегія, Швеція, Росія; Азія: Японія, східний Сибір, Далекий Схід; Південна Америка: Аргентина, Чилі, Болівія, Колумбія, Еквадор, Перу. Натуралізований у французьких Альпах. Населяє кущі, схили, сухі, від помірно до добре дреновані райони, каміння, мохи.

## Галерея

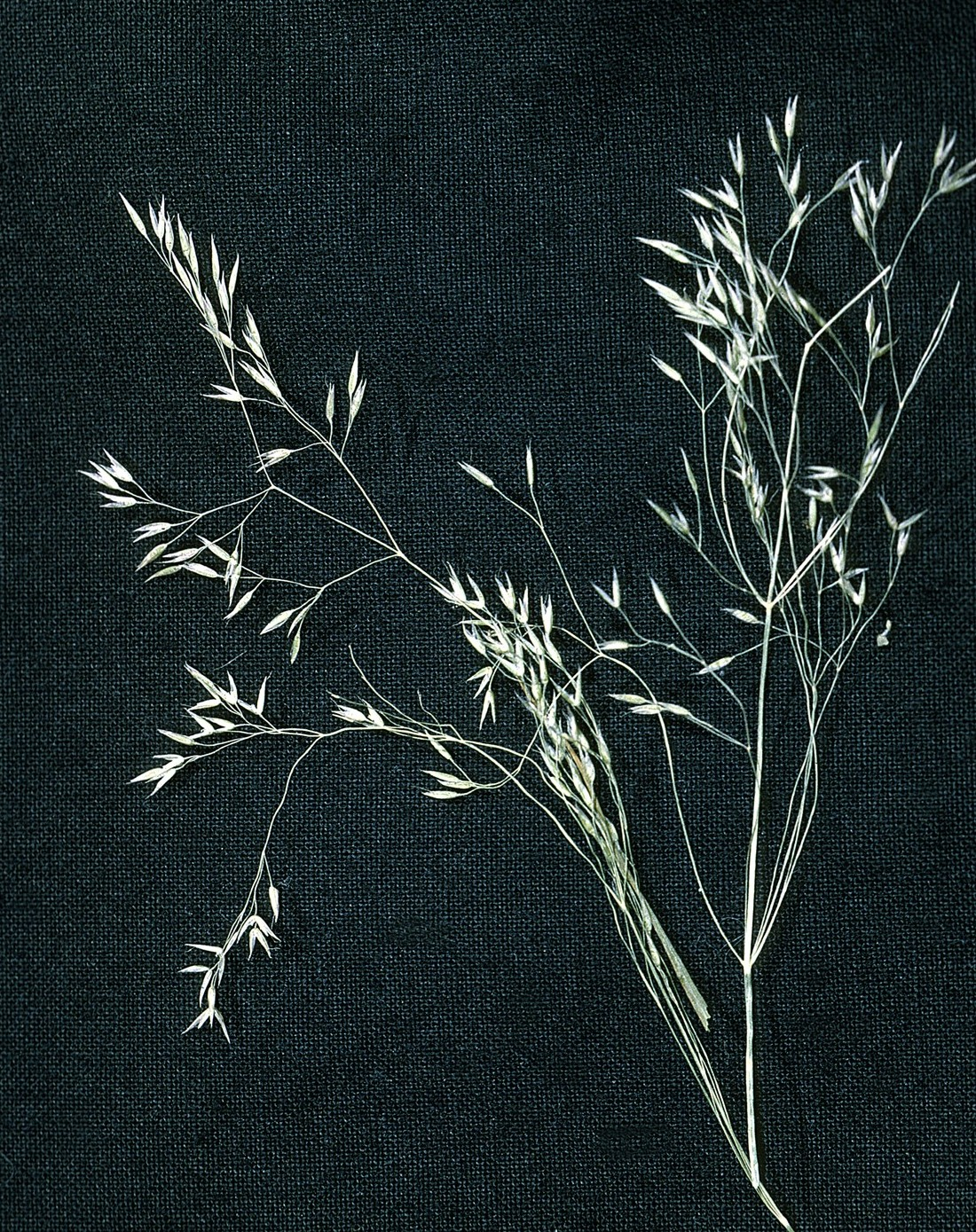